# Setoctena innubila
Setoctena innubila är en fjärilsart som beskrevs av Swinhoe 1886. Setoctena innubila ingår i släktet Setoctena och familjen trågspinnare. Inga underarter finns listade i Catalogue of Life.